# 野尻智紀
野尻智紀（1989年9月15日—），出生於日本茨城縣的筑西市，是一位超級方程式錦標賽的現役賽車手，同時也是紅牛培訓運動員、茨城縣大使、筑西故鄉大使。

## 相關連結
- 官方网站
- 野尻智紀的X（前Twitter）
- 野尻智紀的Instagram帳戶
- YouTube上的野尻智紀頻道